# دليلة الندري
دليلة الندري (12 أغسطس 1966 - 14 مايو 2020)، هي مخرجة مغربية-فرنسية، اشتهرت بأفلامها الوثائقية عن الحياة اليومية في المغرب وصورها عن النساء.

## عن حياتها
ولدت المخرجة والمنتجة السينمائية دليلة الندري في يوم 12 أغسطس 1966 بمدينة الدار البيضاء. وبعد نشأتها في باريس، خلال الفترة ما بين 1985 و1996، أقامت على التوالي بكل غويانا، وألمانيا، والمغرب وكندا.
وأشرفت على إخراج العديد من الأفلام الوثائقية حول مواضيع تتعلق بالمجتمع المغربي. وفي سنة 1987، وقعت على أول فيلم وثائقي لها تحت عنوان “بفضل الله” “Par la grâce d’Allah”، قبل أن تتوالى نجاحاتها.

## أعمالها
- 1987 : بحمد الله
- 1994 : أصنام في الظلال
- 1999 : دئاب الصحراء
- 2001 : بطلات: نساء المدينة القديمة
- 2003 : كرفان مي عيشة
- 2004 : فاما: بطلة بلا مجد
- 2005 : أود لو أخبرك
- 2008 : أحب ذلك كثيرا
- 2014 : جدران ورجال (فيلم وثائقي)
- 2019 : جان جينيه أبو الزهور (فيلم وثائقي)

## وفاتها
توفيت يوم 14 مايو 2020 بمدينة باريس عن عمر يناهز 53 سنة، بعد معاناة طويلة مع المرض، وذلك حسب ما علم لدى أسرتها. وقالت أسرة الراحلة في بلاغ تم نشره على الإنترنيت، إنها كانت تصارع “مرض السرطان الذي جرى تشخيصه في يناير 2018، والذي عزاه الأطباء إلى احتمال التعرض لتأثير مادة الأمينت في شبابها”.

## الجوائز
وفي سنة 2002، فازت بالجائزة الكبرى للقاءات الأشرطة الوثائقية “تراس دوفي” Traces de vies بكليرمون-فيران، قبل أن ينال فيلمها «J’ai tant aimé» في 2009 جائزة أفضل شريط وثائقي في مهرجان السينما الإفريقية بطريفة في إسبانيا.
وسنة 2014، حاز فيلمها “جدران ورجال” “Des murs et des hommes” الجائزة الكبرى للشريط الوثائقي بمهرجان السينما المغاربية في الجزائر العاصمة. وفي العام نفسه، حازت أيضا الجائزة الكبرى للقناة الثانية بمهرجان أكادير للفيلم.

## روابط خارجية
- دليلة الندري على موقع IMDb (الإنجليزية)
- دليلة الندري على موقع ألو سيني (الفرنسية)
- دليلة الندري على موقع قاعدة بيانات الفيلم (الإنجليزية)